# Selva

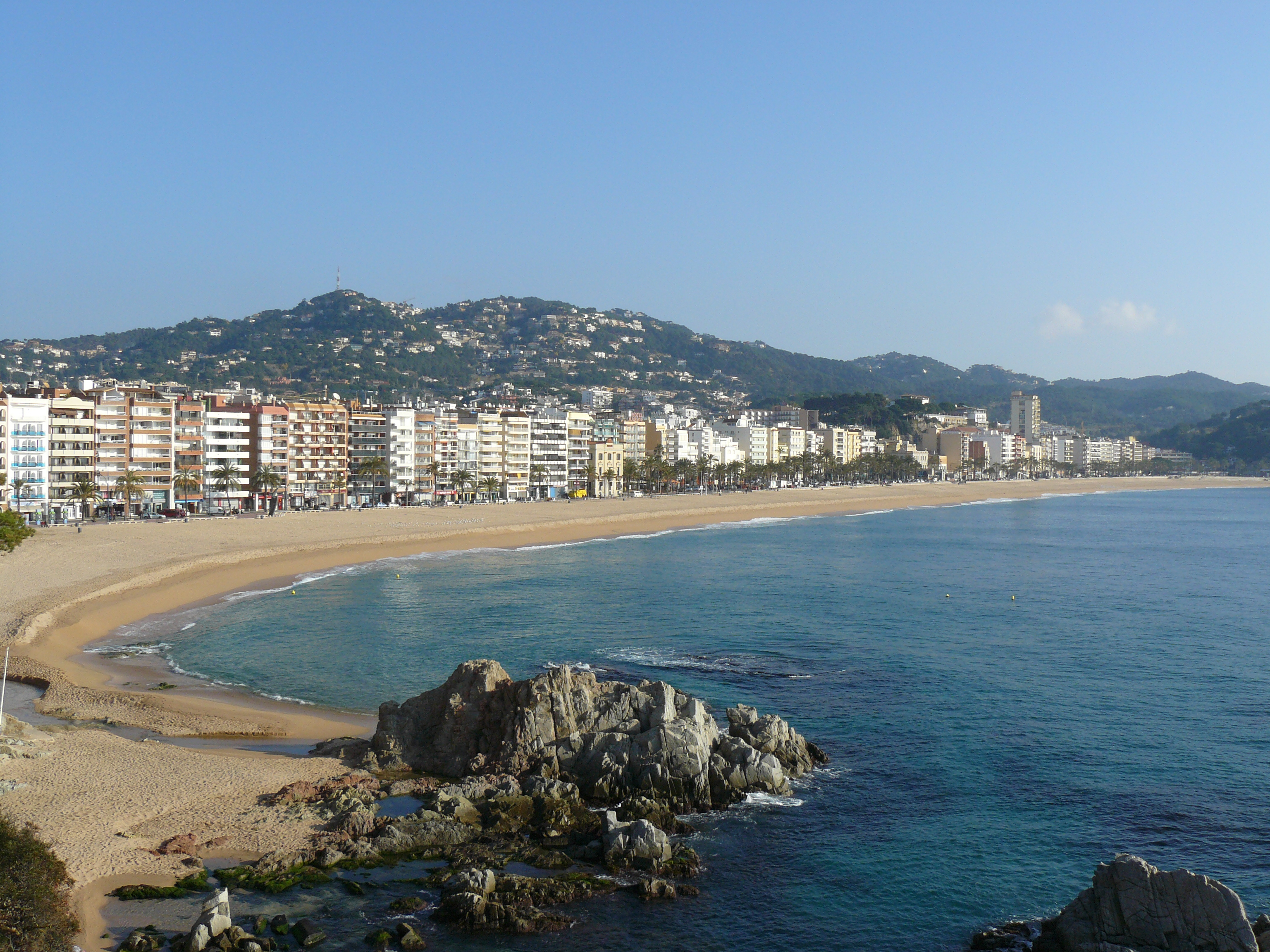
Lloret de Mar

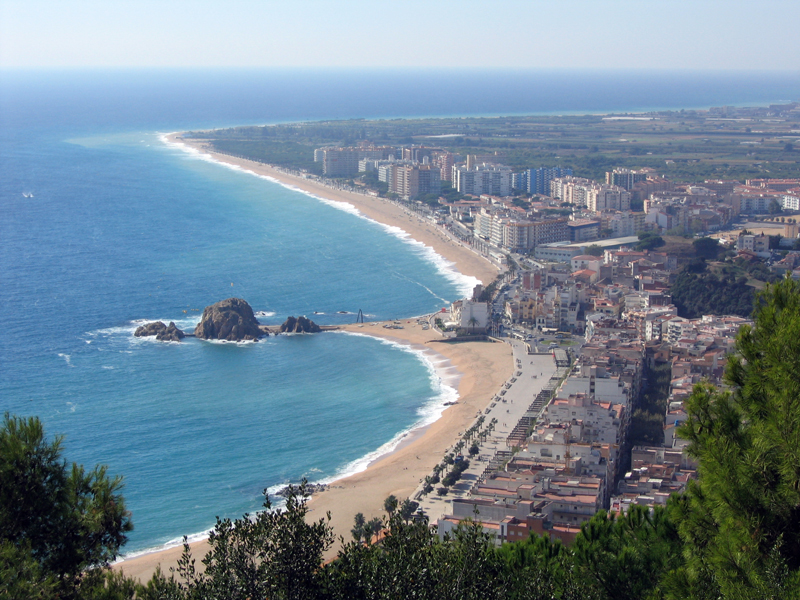
Blanes

Selva járás (comarca) Katalóniában, Girona és Barcelona tartományokban. Közigazgatási központja: Santa Coloma de Farners (sp.Santa Coloma de Farnés). Selva Garrotxa, Gironès, Baix Empordà, Maresme, Vallès Oriental és Osona comarcákkal határos.

## Települések
A települések utáni szám a népességet mutatja. Az adatok, hacsak nincs más feltüntetve, 2001 szerintiek.
- Amer - 2 182
- Anglès - 4 739
- Arbúcies - 5 126
- Blanes - 30 693
- Breda - 3 381
- Brunyola - 357
- Caldes de Malavella - 4 225
- La Cellera de Ter - 1 987
- Fogars de la Selva - 806
- Hostalric - 2 912
- Lloret de Mar - 34 997 (2007)
- Massanes - 565
- Maçanet de la Selva - 4 010
- Osor - 206
- Riells i Viabrea - 2 264
- Riudarenes - 1 281
- Riudellots de la Selva - 1 584
- Sant Feliu de Buixalleu - 702
- Sant Hilari Sacalm - 5 036
- Sant Julià del Llor i Bonmatí - 989
- Santa Coloma de Farners - 9 169
- Sils - 3 248
- Susqueda - 98
- Tossa de Mar - 4 366
- Vidreres - 4 978
- Vilobí d’Onyar - 2 250